# André Alexis
André Alexis (15 de enero de 1957, Puerto España, Trinidad y Tobago, Indias Occidentales Británicas) es un escritor canadiense que se crio en Ottawa y actualmente vive en Toronto (Ontario).
Su primera novela, Childhood (1997), ganó el Books in Canada First Novel Award, y fue coganadora del Trillium Award. Su novela más reciente, Fifteen Dogs, ganó el Scotiabank Giller Prize en 2015, y el Rogers Writers' Trust Fiction Prize, además de ser finalista en los Toronto Book Awards.

## Biografía
Alexis empezó su carrera artística en el teatro, siendo todavía escritor interino de la Canadian Stage Company. su obra corta Lambton, Kent, producida y estrenada por primera vez en 1995, se publicó como libro en 1999. Su primera obra de ficción, Despair and Other Stories of Ottawa (1964), fue finalista para el Commonwealth Prize (Canadá y Caribe).
Su primera novela Childhood se publicó en 1998. Ganó el Books in Canada First Novel Award y fue coganador del Trillium book Award, además de ser finalista para el Giller Prize.
Alexis publicó Ingrid and the Wolf, su primer trabajo de ficción juvenil, en 2005. Este relato fue finalista del Governor General's Award for English-language childrens literature en los Governor General's Awards de 2006.
Alexis escribió el libreto para la ópera de James Rolfe Aeneas and Dido, que se estrenó en el Masque Theatre de Toronto en 2007.
Su novela Asylum, ambientada en Ottawa durante el gobierno de Brian Mulroney, se publicó en 2008.
En 2014 publicó Pastoral, la primera de la que tiene prevista ser una serie de cinco sobre temas filosóficos. Fifteen Dogs, la segunda novela en la serie, se publicó en 2015; ambas ganaron el Rogers Writers' Trust Award ese mismo año. La tercera entrega de la serie, The Hidden Keys, está prevista para 2016.
Alexis vive y trabaja en Toronto, donde colabora con la CBC, reseña libros para The Globe and Mail, y contribuye en This Magazine.

## Obra
- Despair, and Other Stories of Ottawa (1994) ISBN 0-8050-5980-6
- Childhood (1997) ISBN 0-88910-505-7
- Lambton Kent (1999, drama) ISBN 1-896356-27-3
- Night Piece (1999) ISBN 0-7475-4461-1
- Ingrid and the Wolf (2005, children's novel) ISBN 0-88776-691-9
- Asylum (2008) ISBN 978-0-7710-0669-2
- A (2013) ISBN 9781927040799
- Pastoral (2014) ISBN 9781552452868
- Quince perros (Fifteen Dogs, 2015)